# Raión de Korosten
Raión de Kórosten (en ucraniano: Коростенський район) es un raión o distrito de Ucrania en la óblast de Zhitómir. 
La capital es la ciudad de Kórosten.
Su territorio fue definido en 2020 mediante la fusión del propio raión de Kórosten con las hasta entonces ciudades de importancia regional de Kórosten y Malyn y los vecinos raiones de Olevsk, Óvruch, Luhyny, Narodichi y Malyn.
Con un territorio de 10 892,2 km², es el raión de mayor superficie del país, debido a que se halla en el entorno de la zona de exclusión y alrededores del accidente de Chernóbil.

## Demografía
En 2020, tras la definición de los límites actuales, el raión tenía una población de 258 935 habitantes.

## Subdivisiones
Tras la reforma territorial de 2020, el raión incluye 13 municipios: las ciudades de Kórosten (la capital), Malyn, Óvruch y Olevsk, los asentamientos de tipo urbano de Irshansk, Luhyny, Naródychi y Chopóvychi y los municipios rurales de Bilokoróvychi, Hládkovychi, Hórshchyk, Slovechne y Ushómyr.

## Otros datos
El código KOATUU fue 1822300000. El código postal 11500 y el prefijo telefónico +380 4142.